# Hronská Dúbrava
Hronská Dúbrava é um município da Eslováquia, situado no distrito de Žiar nad Hronom, na região de Banská Bystrica. Tem 5,04 km² de área e sua população em 2018 foi estimada em 420 habitantes.

## Demografia
| Ano:        | 1994 | 2004   | 2014   | 2024   |
| ----------- | ---- | ------ | ------ | ------ |
| Broj ljudi: | 392  | 412    | 415    | 419    |
| Razlika:    |      | +5,10% | +0,72% | +0,96% |

| Ano:               | 2023 | 2024   |
| ------------------ | ---- | ------ |
| Número de pessoas: | 424  | 419    |
| Diferença:         |      | -1,17% |